# Ключ 52
Ключ 52 (трад. и упр. 幺, 乡) — ключ Канси со значением «короткая нить»; один из 34, состоящих из трёх штрихов.
В словаре Канси есть 50 символов (из 49 030), которые можно найти c этим радикалом.

## История
Древняя идеограмма изображала часть шелковинки, выделяемой гусеницей шелкопряда.
В современном языке иероглиф имеет значения: «маленький, крошечный, один».
В качестве ключевого знака иероглиф используется редко.

Вид в Цзиньвэнь
Вид в малой печати Чжуаньшу

В словарях находится под номером 52.

## Значение
1. Крошечный.
2. Маленький.
3. Одинокий.

## Варианты прочтения
- кит. 幺, 乡, пиньинь yāo, яо.
- яп. よう, you, ё.
- кор. 작을 jageul, дзагыль?, 요 yo, ёу?.

## Примеры иероглифов
| Доп. штрихи | Иероглифы |
| ----------- | --------- |
| 0           | 幺 乡     |
| 1           | 幻        |
| 2           | 幼        |
| 6           | 幽        |
| 7           | 𢇁 𢇃     |
| 8           | 𢇉        |
| 9           | 幾 㡫 㡬  |
| 11          | 㡭        |
| 13          | 㡮        |

- Примечание: Ваш браузер может отображать иероглифы неправильно.